# フラッグを立てろ
「フラッグを立てろ」は、YUKIの楽曲。彼女の32枚目（通算では34作目）のシングルとして2017年11月22日にエピックレコードジャパンからリリースされた。

## 解説
2シリーズ連続で羽海野チカ原作によるテレビアニメ『3月のライオン』に書き下ろした楽曲となる。仮タイトルは「フリーダム」
ミュージック・ビデオは、本作の先行として翌2018年1月31日にリリースされたベスト・アルバム『すてきな15才』に収録されている。
2012年のソロデビュー10周年記念ベスト盤『POWERS OF TEN』以降同じくアルバム未収録となっていた「プレイボール」「好きってなんだろう・・・涙」「となりのメトロ」とともに「すてきな15才」がアルバム初収録となった。
また、ベスト盤に収録されたため、2019年発売の9th Album『forme』には未収録となった。だがオリジナルアルバムのリリースツアーではライブ全体の最後に披露された。
シングルやベスト盤発売時のテレビ出演はなかったが、2019年2月23日放送の『SONGS』で本楽曲がテレビ初披露された。
初回生産限定盤には「3月のライオン」のノンクレジットオープニングムービーを収めたDVD、アニメ描き下ろしのポストカードが同梱される。
カップリング曲の「yes」は、親交のあるGLAYのTAKUROが右腕に「yes」というタトゥーを彫っていることをYUKIが知り、それが制作のきっかけとなっている。

## 収録曲
1. フラッグを立てろ
  - 作詞：YUKI / 作曲：釣俊輔 / 編曲：YUKI、玉井健二、百田留衣
2. yes
  - 作詞：YUKI / 作曲：伊藤寛之

特典 (初回限定盤のみ)
TVアニメ「3月のライオン」描き下ろしイラストポストカード
TVアニメ「3月のライオン」第2シリーズ ノンクレジットムービー